# NGC 5677
NGC 5677 is een spiraalvormig sterrenstelsel in het sterrenbeeld Ossenhoeder. Het hemelobject werd op 17 februari 1785 ontdekt door de Duits-Britse astronoom William Herschel.

## Synoniemen
- UGC 9378
- MCG 4-34-46
- ZWG 133.88
- KUG 1431+256
- IRAS 14319+2541
- PGC 52072